# لاري وارد (سياسي)
لاري وارد هو سياسي كندي، ولد في 14 أكتوبر 1947 بريجاينا في كندا. حزبياً، نشط في Saskatchewan New Democratic Party ‏.